# Dizicheh
Dīzīcheh (farsi مبارکه) è una città dello shahrestān di Mobarakeh, circoscrizione Centrale, nella Provincia di Esfahan. Aveva, nel 2016, una popolazione di 18.935 abitanti. 
A nord-est (32° 24' N 51° 33' E) si trova il complesso di grotte e sito archeologico di Qaleh Bozi .